# Liwang (Pyuthan)
Liwang (nepalski: लिवाङ) – gaun wikas samiti w zachodniej części Nepalu w strefie Rapti w dystrykcie Pyuthan. Według nepalskiego spisu powszechnego z 2001 roku liczył on 735 gospodarstw domowych i 4270 mieszkańców (2204 kobiet i 2066 mężczyzn).